# Hubert Taferner

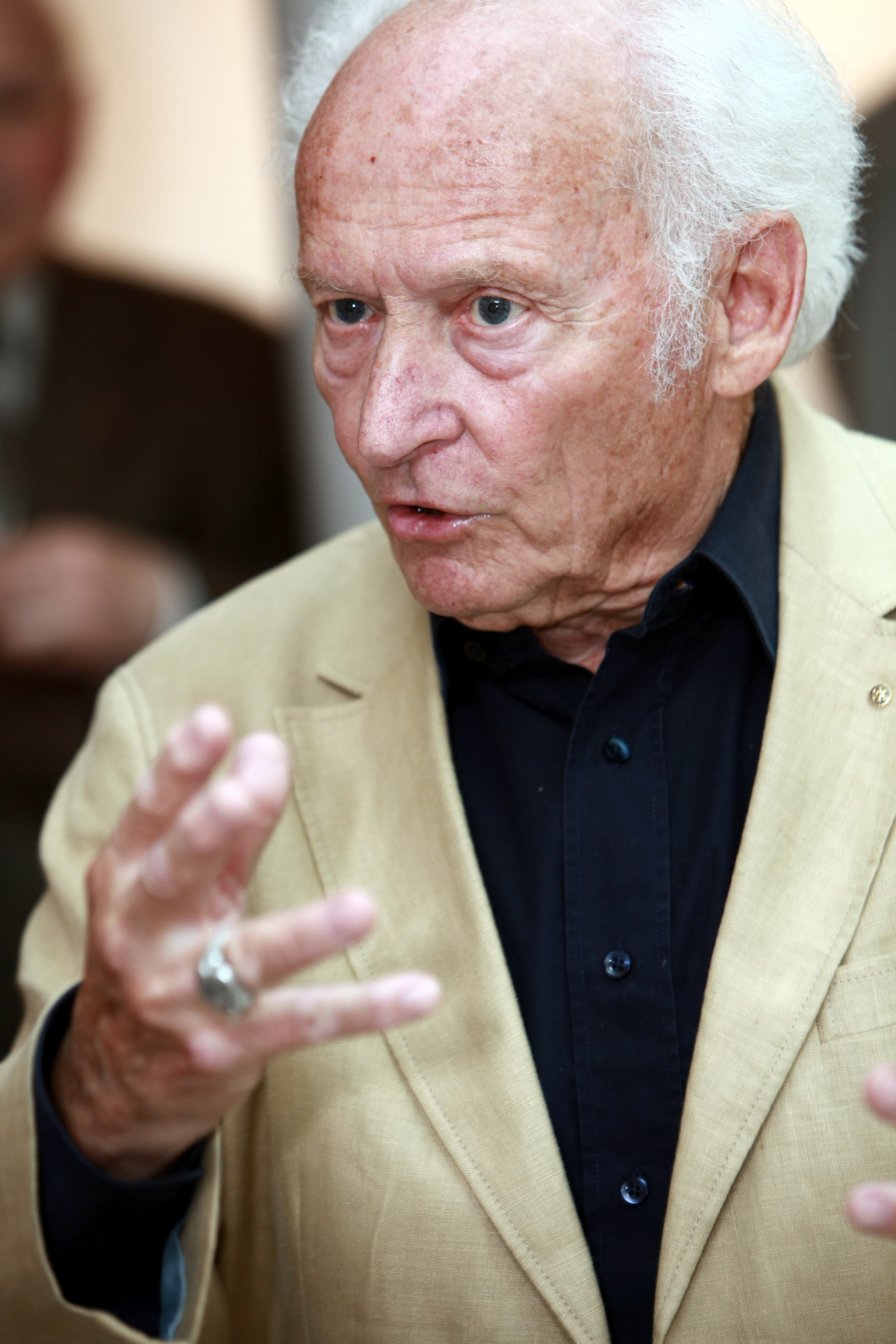
Hubert Taferner

Hubert Taferner (* 8. April 1925 in Judenburg; † 21. März 2022) war ein österreichischer Architekt und Grafiker.

## Leben und Wirken
Nach Absolvierung des Akademischen Gymnasiums Linz studierte Hubert Taferner Architektur an der TU Graz und daneben nahm er an Zeichenkursen bei Paul Ikrath teil.

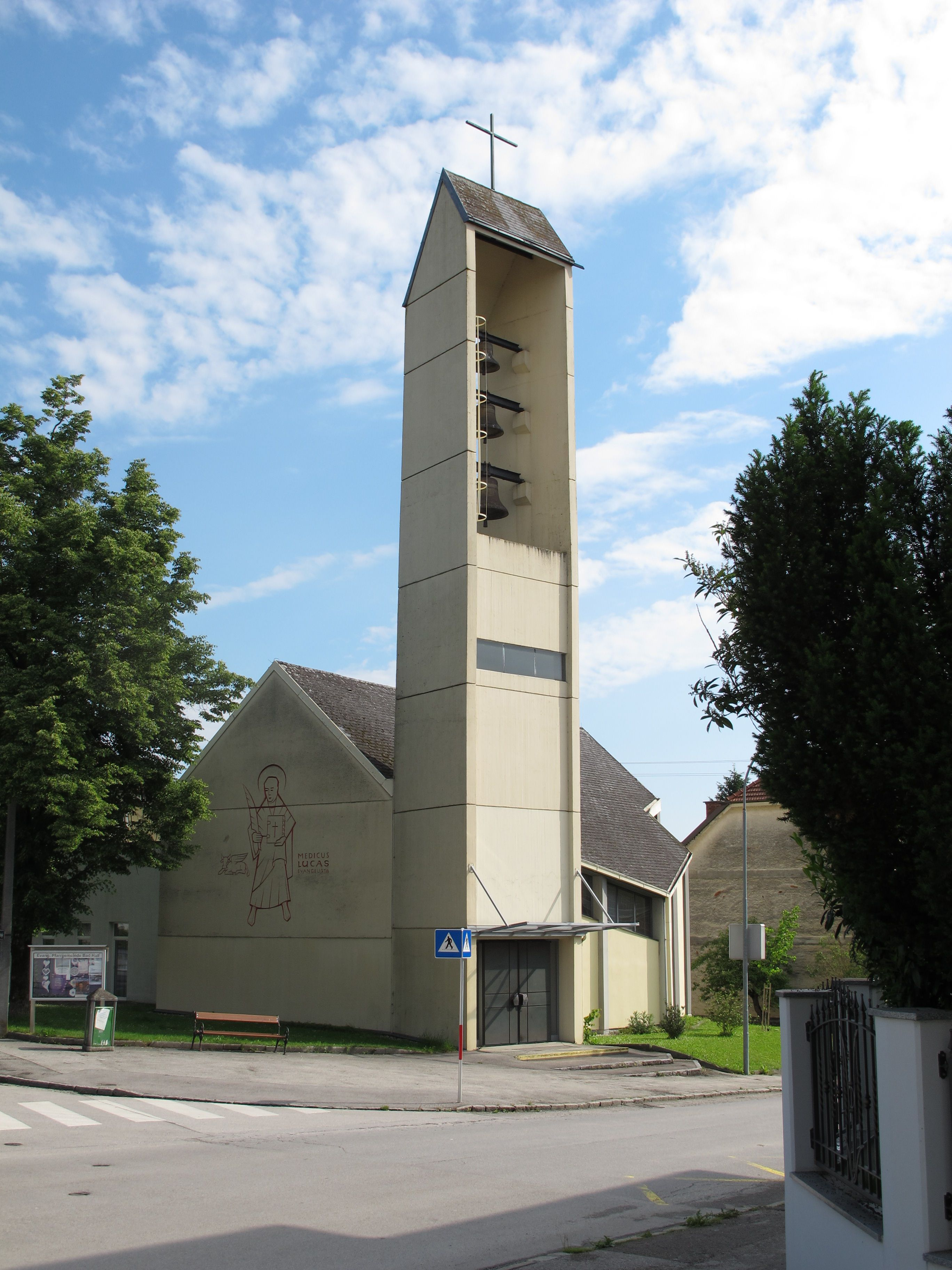
Evangelische Pfarrkirche Bad Hall

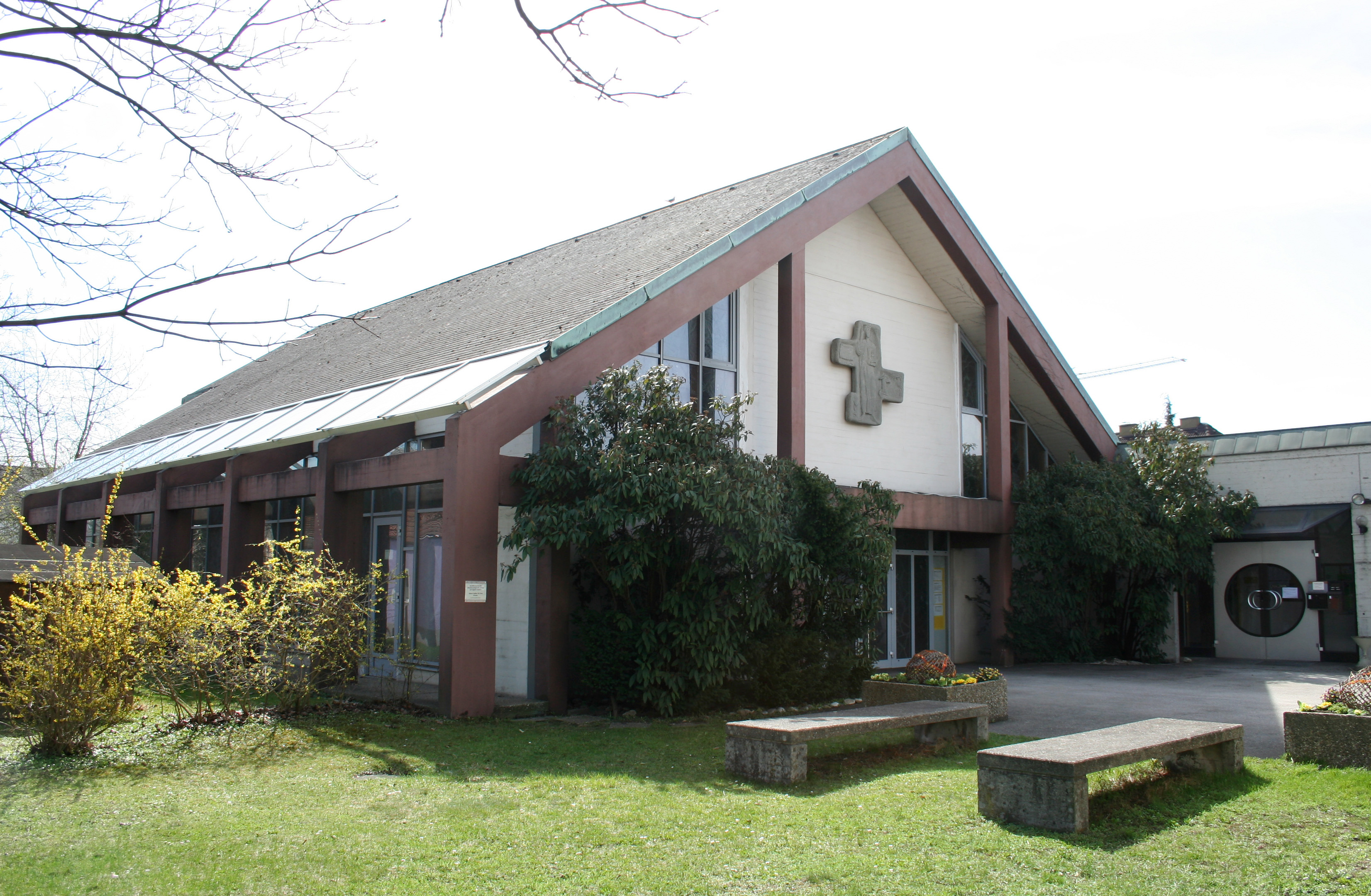
Evangelische Johanneskirche Linz

Anschließend arbeitete er bei Architekt Karl Rebhahn; von 1953 bis 1994 war er als selbstständiger Architekt in Linz tätig.
Taferner war auch Funktionär in der Kammer der Architekten und Präsident der Zentralvereinigung der Architekten. Er war seit 1977 Mitglied der Künstlergilde Eferding. Er wurde in Eferding bestattet.

## Auszeichnungen
- Goldenes Verdienstzeichen des Landes Oberösterreich
- Ehrenring der Stadt Eferding.

## Werke
- 1959 Gnadenkirche Rosenau, Seewalchen
- 1961/62 Evangelische Kirche A.B.Schwanenstadt
- 1962 Leitlturm, Pöstlingberg
- 1964 Goethehochhaus, Linz Goethestraße 91
- 1966 Evangelische Johanneskirche, Linz-Neue Heimat
- 1966 Evangelische Pfarrkirche Bad Hall
- 1968 Volksschule Perg
- 1969 Evangelisches Pfarrzentrum Villach
- 1974 Tassilotherme Bad Hall
- 1974 Amtsgebäude der ehemaligen BH Eferding
- 1975 Wohnhaus Fridolin Dallinger, Eferding
- 1984 Bezirkssporthalle Eferding
- 1986 Verwaltungsgebäude der Brau AG, Linz Poschacherstraße
- 1988 Landhaus Karl Ploberger, Seewalchen
- einige Wohnhäuser und Siedlungen in Oberösterreich